# Erginus puniceus
Erginus puniceus är en snäckart som beskrevs av Lindberg 1988. Erginus puniceus ingår i släktet Erginus och familjen Lottiidae. Inga underarter finns listade i Catalogue of Life.